# Génolhac
Génolhac – miejscowość i gmina we Francji, w regionie Oksytania, w departamencie Gard.
Według danych na rok 1990 gminę zamieszkiwało 827 osób, a gęstość zaludnienia wynosiła 48 osób/km² (wśród 1545 gmin Langwedocji-Roussillon Génolhac plasuje się na 392. miejscu pod względem liczby ludności, natomiast pod względem powierzchni na miejscu 458.).